# Ocnaea cisnerosi
Ocnaea cisnerosi är en tvåvingeart som beskrevs av James 1950. Ocnaea cisnerosi ingår i släktet Ocnaea och familjen kulflugor.
Artens utbredningsområde är Honduras. Inga underarter finns listade i Catalogue of Life.